# 財務省大臣官房
財務省大臣官房（ざいむしょうだいじんかんぼう）は、日本の中央省庁である財務省の内部部局の一つ。財務省所掌事務に関する総合調整を行う。

## 所掌事務
- 財務省の所掌事務の総合調整に関すること。
- 人事・会計等の管理事務に関すること。
- 所管行政に必要な調査・分析事務に関すること。
- 政府系金融機関に関する制度の企画・立案に関すること。
- 地震再保険に関わる事務に関すること。
- 金融危機管理に関わる企画・立案に関すること。
- 預金保険機構等の監督に関すること。

なお、他省の大臣官房と共通する職務については大臣官房#所掌事務を参照

## 組織

### 官房長
官房長（かんぼうちょう、英: Director-General of the Minister’s Secretariat）は、大臣官房を総轄する官職である。
財務省となって以降は、全員が最終的に財務事務次官となっており、官房長解任後は佐藤慎一を除く全員が主計局長へ昇格している（間に主税局長を挟んでいる者も含む）。財務事務次官、国税庁長官のほかにも財務官が官房長経験者の最終役職となることもあり、佐上武弘は官房長解任後そのまま財務官へ昇格しており、溝口善兵衛は国際局長を経て財務官に昇格している。また、武藤敏郎は省内で起きた不祥事の責任が問われて一度、総務審議官（現：総括審議官）へ降格している（その後、主計局長を経て事務次官となる）。
現職
| 氏名   | 出身省庁 | 就任年月日   | 前職               |
| ------ | -------- | ------------ | ------------------ |
| 坂本基 | 大蔵省   | 2024年7月5日 | 大臣官房総括審議官 |

歴代
| 氏名     | 出身省庁 | 前職                                    | 後職     | 就任年月日    |
| -------- | -------- | --------------------------------------- | -------- | ------------- |
| 細川興一 | 大蔵省   | 大蔵省大臣官房長                        | 主計局長 | 2001年1月6日  |
| 藤井秀人 | 大蔵省   | 大臣官房総括審議官                      | 主計局長 | 2003年1月14日 |
| 津田広喜 | 大蔵省   | 大臣官房総括審議官                      | 主計局長 | 2004年7月2日  |
| 杉本和行 | 大蔵省   | 大臣官房総括審議官                      | 主計局長 | 2006年7月28日 |
| 丹呉泰健 | 大蔵省   | 理財局長 理財局次長（理財担当）事務取扱 | 主計局長 | 2007年7月10日 |
| 勝栄二郎 | 大蔵省   | 理財局長                                | 主計局長 | 2008年7月4日  |
| 真砂靖   | 大蔵省   | 主計局次長（首）                        | 主計局長 | 2009年7月14日 |
| 香川俊介 | 大蔵省   | 大臣官房総括審議官                      | 主計局長 | 2010年7月30日 |
| 佐藤慎一 | 大蔵省   | 大臣官房総括審議官                      | 主税局長 | 2013年6月28日 |
| 福田淳一 | 大蔵省   | 主計局次長（首）                        | 主計局長 | 2014年7月4日  |
| 岡本薫明 | 大蔵省   | 主計局次長（首）                        | 主計局長 | 2015年7月7日  |
| 矢野康治 | 大蔵省   | 大臣官房審議官（主税局担当）            | 主税局長 | 2017年7月5日  |
| 茶谷栄治 | 大蔵省   | 大臣官房総括審議官                      | 主計局長 | 2019年7月20日 |
| 新川浩嗣 | 大蔵省   | 大臣官房総括審議官                      | 主計局長 | 2021年7月8日  |
| 青木孝徳 | 大蔵省   | 大臣官房審議官（主税局担当）            | 主税局長 | 2022年6月24日 |
| 宇波弘貴 | 大蔵省   | 内閣総理大臣秘書官（事務担当）          | 主計局長 | 2023年7月4日  |

### 政策立案総括審議官
所掌
財務省組織令（平成31年3月30日政令第132号）第11条に所掌事務が規定されている。
```
（総括審議官、政策立案総括審議官、公文書監理官、サイバーセキュリティ・情報化審議官及び審議官）
第11条 大臣官房に、総括審議官1人、政策立案総括審議官1人、公文書監理官1人、サイバーセキュリティ・情報化審議官1人及び審議官11人（うち3人は、関係のある他の職を占める者をもって充てられるものとする。）を置く。
3 政策立案総括審議官は、命を受けて、財務省の所掌事務に関する合理的な根拠に基づく政策立案の推進に関する重要事項についての企画及び立案並びに調整に関する事務並びに関係事務を総括整理する。
```

現職
| 氏名   | 出身省庁 | 就任年月日   | 前職         |
| ------ | -------- | ------------ | ------------ |
| 水口純 | 大蔵省   | 2021年7月8日 | 東海財務局長 |

歴代
| 氏名     | 出身省庁 | 前職                                   | 後職                 | 就任年月日    |
| -------- | -------- | -------------------------------------- | -------------------- | ------------- |
| 岡本直之 | 大蔵省   | 内閣府経済社会総合研究所総括政策研究官 | 国土交通省政策統括官 | 2018年7月27日 |
| 藤本拓資 | 大蔵省   | 東海財務局長                           | 辞職                 | 2020年7月20日 |
| 水口純   | 大蔵省   | 東海財務局長                           | 国際通貨基金理事     | 2021年7月8日  |

### 公文書監理官
所掌
財務省組織令（平成31年3月30日政令第132号）第11条に所掌事務が規定されている。
```
（総括審議官、政策立案総括審議官、公文書監理官、サイバーセキュリティ・情報化審議官及び審議官）
第11条 大臣官房に、総括審議官1人、政策立案総括審議官1人、公文書監理官1人、サイバーセキュリティ・情報化審議官1人及び審議官11人（うち3人は、関係のある他の職を占める者をもって充てられるものとする。）を置く。
4 公文書監理官は、命を受けて、財務省の所掌事務に関する
公文書類
の管理並びにこれに関連する情報の公開及び個人情報の保護の適正な実施の確保に係る重要事項についての事務並びに関係事務を総括整理する。
```

### サイバーセキュリティ・情報化審議官
所掌
財務省組織令（平成31年3月30日政令第132号）第11条に所掌事務が規定されている。
```
（総括審議官、政策立案総括審議官、公文書監理官、サイバーセキュリティ・情報化審議官及び審議官）
第11条 大臣官房に、総括審議官1人、政策立案総括審議官1人、公文書監理官1人、サイバーセキュリティ・情報化審議官一人及び審議官11人（うち3人は、関係のある他の職を占める者をもって充てられるものとする。）を置く。
5 サイバーセキュリティ・情報化審議官は、命を受けて、財務省の所掌事務に関するサイバーセキュリティ（
サイバーセキュリティ基本法
（平成26年法律第104号）第2条に規定するサイバーセキュリティをいう。）の確保並びに情報システムの整備及び管理並びにこれらと併せて行われる事務の運営の改善及び効率化に関する重要事項についての企画及び立案に関する事務並びに関係事務を総括整理する。
```

### 審議官
財務省の審議官。11人（うち3人は、関係のある他の職を占める者をもって充てられるものとする。）。

### 参事官
財務省の参事官。10人。

### 経済財政政策調整官
マクロ経済政策の企画立案を担当する課長級ポストとして設置された。国内外の経済情勢を分析し、総合的なマクロ経済財政政策の取りまとめが主な業務である。
所掌
財務省組織規則（令和元年12月27日財務省令第39号）第1条に所掌事務が規定されている。
```
（経済財政政策調整官、企画官及び専門調査官）
第1条 大臣官房に、経済財政政策調整官1人、企画官21人以内（うち1人は、関係のある他の職を占める者をもって充てられるものとする。）及び専門調査官7人以内を置く。
2 経済財政政策調整官は、命を受けて、財務省の所掌事務のうち
経済財政
に関する重要事項についての調整に当たる。
```

現職
| 氏名     | 出身省庁 | 就任年月日    | 前職       | 備考 |
| -------- | -------- | ------------- | ---------- | ---- |
| 上田淳二 | 大蔵省   | 2018年7月23日 | 大臣官房付 |      |

### 企画官
所掌
財務省組織規則（令和元年12月27日財務省令第39号）第1条に所掌事務が規定されている。
```
（経済財政政策調整官、企画官及び専門調査官）
第1条 大臣官房に、経済財政政策調整官1人、企画官21人以内（うち1人は、関係のある他の職を占める者をもって充てられるものとする。）及び専門調査官7人以内を置く。
3 企画官は、命を受けて、大臣官房の特定の課の所掌事務に係る重要事項についての企画及び立案に当たる。
```

### 専門調査官
所掌
財務省組織規則（令和元年12月27日財務省令第39号）第1条に所掌事務が規定されている。
```
（経済財政政策調整官、企画官及び専門調査官）
第1条 大臣官房に、経済財政政策調整官1人、企画官21人以内（うち1人は、関係のある他の職を占める者をもって充てられるものとする。）及び専門調査官7人以内を置く。
4 専門調査官は、命を受けて、財務省の所掌事務のうち重要な専門的事項を処理する。
```

### 秘書課
人事制度・勤務制度・給与制度をはじめ、財務省を支えている職員に関する幅広い業務を行っている。また、将来の財務省を支えていく職員の採用を行っている。職員の結婚相談にも応じている。
秘書課長は、「ドン」と言われるOBとの接触の深さから筆頭課長のポストでは出世の最右翼とされている。しかし、戦後間もない頃は、秘書課長から理財局総務課長、銀行局総務課長などになる例もあり、内局の総務課長より下のポストと見られてきた。
所掌
財務省組織令（令和2年3月31日政令第122号）第14条に所掌事務が規定されている。
```
（秘書課の所掌事務）
第14条 秘書課は、次に掲げる事務をつかさどる。
一 
機密
に関すること。
二 
大臣
、
副大臣
、
大臣政務官
及び
事務次官
の
官印
並びに省印の保管に関すること。
三 財務省の職員の任免、給与、懲戒、服務その他の
人事
並びに
教養
及び
訓練
に関すること。
四 
恩給
に関する連絡事務に関すること。
五 
栄典
の推薦及び伝達の実施並びに表彰及び儀式に関すること。
```

現職
| 氏名   | 出身省庁 | 就任年月日   | 前職               |
| ------ | -------- | ------------ | ------------------ |
| 佐藤大 | 大蔵省   | 2023年7月4日 | 主税局税制第二課長 |

#### 財務官室
国際金融部局の一角に位置している。隣り合わせに副財務官室がある。壁には、為替や金利指標を刻々と映し出すボードが掲げられている。
所掌
財務省組織規則（令和2年6月11日財務省令第47号）第2条に所掌事務が規定されている。
```
（財務官室並びに首席監察官、監察官及び人事調査官）
第2条 秘書課に、財務官室並びに首席監察官1人、監察官8人（うち7人は、関係のある他の職を占める者をもって充てられるものとする。）及び人事調査官1人を置く。
2 財務官室は、財務官の事務を整理する。
3 財務官室に、室長を置く。
```

現職
| 氏名     | 出身省庁 | 就任年月日    | 前職                                                |
| -------- | -------- | ------------- | --------------------------------------------------- |
| 藤中康生 | 大蔵省   | 2021年7月16日 | 国際局地域協力課長補佐 国際局地域協力課国際調整室長 |

歴代
| 氏名     | 出身省庁 | 就任年月日    | 備考                                                  |
| -------- | -------- | ------------- | ----------------------------------------------------- |
| 村上和也 | 大蔵省   | 1993年7月13日 |                                                       |
| 三村亨   | 大蔵省   | 1995年6月20日 |                                                       |
| 渡辺智之 | 大蔵省   | 1996年6月7日  |                                                       |
| 山崎達雄 | 大蔵省   | 1996年7月12日 |                                                       |
| 足立伸   | 大蔵省   | 1997年7月1日  |                                                       |
| 古澤満宏 | 大蔵省   | 1999年7月9日  |                                                       |
| 塚越保祐 | 大蔵省   | 2000年7月24日 | 国際局国際機構課                                      |
| 田中琢二 | 大蔵省   | 2002年7月25日 |                                                       |
| 木村茂樹 | 大蔵省   | 2003年8月25日 |                                                       |
| 土井俊範 | 大蔵省   | 2005年7月13日 |                                                       |
| 宮内隆   | 大蔵省   | 2006年7月28日 |                                                       |
| 栗原一福 | 大蔵省   | 2007年7月13日 |                                                       |
| 高村泰夫 | 大蔵省   | 2008年7月10日 |                                                       |
| 林信光   | 大蔵省   | 2009年7月10日 | （事務取扱） 大臣官房参事官（副財務官、大臣官房担当） |
| 土谷晃浩 | 大蔵省   | 2009年7月15日 |                                                       |
| 阪田渉   | 大蔵省   | 2010年7月9日  |                                                       |
| 中村修   | 大蔵省   | 2011年7月21日 |                                                       |
| 柴田敬司 | 大蔵省   | 2012年7月10日 | 大臣官房（IMF・世銀総会準備事務局次長）               |
| 嶋田俊之 | 大蔵省   | 2013年6月28日 |                                                       |
| 細田修   | 大蔵省   | 2015年7月13日 |                                                       |
| 福島秀生 | 大蔵省   | 2016年6月22日 |                                                       |
| 梶川光俊 | 大蔵省   | 2017年7月10日 |                                                       |
| 木村公一 | 大蔵省   | 2018年7月9日  | 大臣官房秘書課長補佐                                  |
| 後藤武志 | 大蔵省   | 2019年7月5日  |                                                       |
| 下井善博 | 大蔵省   | 2020年7月20日 |                                                       |

#### 首席監察官
所掌
財務省組織規則（令和2年6月11日財務省令第47号）第2条に所掌事務が規定されている。
```
（財務官室並びに首席監察官、監察官及び人事調査官）
第2条 秘書課に、財務官室並びに首席監察官1人、監察官8人（うち7人は、関係のある他の職を占める者をもって充てられるものとする。）及び人事調査官1人を置く。
4 首席監察官は、命を受けて、本省の内部部局及び施設等機関所属職員の服務に関する監察を行い、並びに監察官の行う事務を総括する。
```

- 監察官（8人（うち7人は、関係のある他の職を占める者をもって充てられるものとする。）
- 人事調査官

### 文書課
省内の総合調整、国会への対応・法令の審査、組織マネジメント（機構・定員）を行っている。
所掌
財務省組織令（令和2年3月31日政令第122号）第15条に所掌事務が規定されている。
```
（文書課の所掌事務）
第15条 文書課は、次に掲げる事務をつかさどる。
一 財務省の所掌事務に関する総合調整に関すること（総合政策課の所掌に属するものを除く。）。
二 
内閣官房
、
内閣府
その他関係省庁との事務の連絡調整の総括に関すること。
三 財務省の所掌事務に関する
官報
掲載に関すること。
四 法令案その他の
公文書類
の審査及び進達に関すること。
五 
国会
との連絡に関すること。
六 公文書類の接受、発送、編集及び保存に関すること。
七 
広報
に関すること。
八 
行政
相談に関すること。
九 財務省の保有する
情報の公開
に関すること。
十 財務省の保有する
個人情報の保護
に関すること。
十一 財務省の機構及び定員に関すること。
十二 財務省の行政の考査に関すること。
十三 財務省の事務能率の増進に関すること。
十四 財務省の所掌事務に関する
政策の評価
に関すること。
十五 財務省の
情報システム
の整備及び管理に関すること。
十六 前各号に掲げるもののほか、財務省の所掌事務で他の所掌に属しないものに関すること。
```

現職
| 氏名     | 出身省庁 | 就任年月日   | 前職                                       |
| -------- | -------- | ------------ | ------------------------------------------ |
| 端本秀夫 | 大蔵省   | 2024年7月5日 | 主計局主計官（厚生労働、社会保障総括担当） |

歴代
| 氏名       | 出身省庁 | 就任年月日    | 前職 | 後職 | 備考                           |
| ---------- | -------- | ------------- | --- | --- | ------------------------------ |
| 日高壮平   | 大蔵省   | 1988年6月27日 | 大蔵大臣事務担当秘書官 | 近畿財務局長 |                                |
| 保田博     | 大蔵省   | 1989年6月23日 | 大臣官房長 | 大臣官房長 | （事務取扱） 大臣官房長        |
| 竹島一彦   | 大蔵省   | 1989年7月5日  | 主計局主計官（農林水産担当） | 近畿財務局長 |                                |
| 長野庬士   | 大蔵省   | 1991年6月11日 | 主税局総務課長 | 近畿財務局長 |                                |
| 伏屋和彦   | 大蔵省   | 1992年6月26日 | 主計局総務課長 | 近畿財務局長 |                                |
| 林正和     | 大蔵省   | 1993年6月25日 | 証券局総務課長 | 近畿財務局長 |                                |
| 細川興一   | 大蔵省   | 1994年7月1日  | 主計局主計官 主計局総務課 | 主計局次長（末席） |                                |
| 高木祥吉   | 大蔵省   | 1996年7月12日 | 証券局総務課長 | 大阪国税局長 |                                |
| 丹呉泰健   | 大蔵省   | 1998年7月1日  | 主計局主計官 主計局総務課（企画担当） | 主計局次長（末席） |                                |
| 勝栄二郎   | 大蔵省   | 2000年6月30日 | 主計局主計官 主計局総務課（企画担当） | 主計局次長（末席） |                                |
| 畑中龍太郎 | 大蔵省   | 2002年8月8日  | 理財局総務課長 | 近畿財務局長 |                                |
| 川北力     | 大蔵省   | 2004年7月2日  | 大臣官房総合政策課長 | 大阪国税局長 |                                |
| 真砂靖     | 大蔵省   | 2005年7月13日 | 大臣官房参事官（大臣官房担当） | 主計局次長（末席） | 大臣官房参事官（大臣官房担当） |
| 木下康司   | 大蔵省   | 2006年7月28日 | 大臣官房総合政策課長 | 主計局次長（末席） |                                |
| 林信光     | 大蔵省   | 2007年7月10日 | 大臣官房総合政策課長 | 内閣総理大臣事務担当秘書官 |                                |
| 中原広     | 大蔵省   | 2007年9月26日 | 大臣官房総合政策課長 | 主計局次長（末席） |                                |
| 星野次彦   | 大蔵省   | 2009年7月14日 | 主税局税制第一課長 | 大臣官房審議官（主税局担当） |                                |
| 藤井健志   | 大蔵省   | 2011年7月8日  | 主税局税制第一課長 | 大臣官房審議官（主税局担当） |                                |
| 井上裕之   | 大蔵省   | 2013年6月28日 | 主税局総務課長 | 大臣官房審議官（主税局担当） |                                |
| 新川浩嗣   | 大蔵省   | 2015年7月7日  | 主計局総務課長 | 内閣官房内閣審議官（内閣官房副長官補付） |                                |
| 阪田渉     | 大蔵省   | 2016年6月17日 | 主計局総務課長 | 大臣官房付 |                                |
| 三村淳     | 大蔵省   | 2017年7月7日  | 国際局開発政策課長 | 大臣官房参事官（副財務官、大臣官房、国際局担当） |                                |
| 江島一彦   | 大蔵省   | 2018年7月27日 | 主計局付 | 内閣官房内閣審議官（内閣官房副長官補付） 内閣官房農林水産業輸出力強化等推進室次長 内閣官房一億総活躍推進室次長 内閣官房働き方改革実現推進室次長 内閣官房人生100年時代構想推進室次長 内閣官房プレミアム付商品券施策推進室次長 内閣府政策統括官（経済財政運営担当）付 内閣府プレミアム付商品券事業担当室次長 | 大臣官房文書課企画調整室長     |
| 坂本基     | 大蔵省   | 2019年7月5日  | 主税局税制第一課長 | 内閣官房内閣審議官（内閣官房副長官補付） 内閣官房新型コロナウイルス感染者対策推進室審議官 内閣官房新型コロナウイルス感染者対策本部事務局審議官 |                                |
| 前田努     | 大蔵省   | 2020年7月20日 | 主計局法規課長 | 内閣官房内閣審議官（内閣官房副長官補付） 内閣官房新型コロナウイルス感染者対策推進室審議官 内閣官房新型コロナウイルス感染者対策本部事務局審議官 |                                |
| 中島朗洋   | 大蔵省   | 2021年7月8日  | 主計局主計官 主計局総務課（企画担当） | 内閣官房内閣審議官（内閣官房副長官補付） 内閣官房新しい資本主義実現本部事務局次長 内閣官房就職氷河期世代支援推進室次長 内閣官房全世代型社会保障構築本部事務局 |                                |
| 岩佐理     | 大蔵省   | 2022年6月24日 | 内閣官房内閣参事官（内閣官房副長官補付） 内閣官房一億総活躍推進室参事官 内閣官房働き方改革実現推進室参事官 内閣官房人生100年時代構想推進室参事官 内閣官房オリンピック・パラリンピックレガシー推進室参事官 内閣官房東京オリンピック競技大会・東京パラリンピック競技大会推進本部事務局参事官 内閣府地方創生推進室参事官 内閣府地方創生推進事務局参事官（地域再生担当） 内閣府大臣官房 | 関東信越国税局長 |                                |

#### 企画調整室
所掌
財務省組織規則（令和2年6月11日財務省令第47号）第3条に所掌事務が規定されている。
```
（企画調整室、情報公開・個人情報保護室、公文書監理室、広報室、政策評価室、情報管理室及び業務企画室並びに企画調整専門官、国会連絡調整官、広報企画専門官、行政相談官、業務改革・情報化調整官及び業務企画専門官）
第3条 文書課に、企画調整室、情報公開・個人情報保護室、公文書監理室、広報室、政策評価室、情報管理室及び業務企画室並びに企画調整専門官、国会連絡調整官、広報企画専門官、行政相談官、業務改革・情報化調整官及び業務企画専門官それぞれ1人を置く。
2 企画調整室は、次に掲げる事務をつかさどる。
 一　財務省の所掌事務に関する総合調整に関する事務（総合政策課の所掌に属するものを除く。）のうち特に重要な個別事項についての調整に関すること。
 二 財務省の
行政
の考査に関すること。
3 企画調整室に、室長を置く。
```

現職
| 氏名     | 出身省庁 | 就任年月日   | 前職                                                              | 備考                                              |
| -------- | -------- | ------------ | ----------------------------------------------------------------- | ------------------------------------------------- |
| 原田佳典 | 大蔵省   | 2021年7月9日 | 理財局計画官補佐（内閣・財務係） 理財局管理課財政投融資実地監査官 | 大臣官房文書課課長補佐 大臣官房文書課業務企画室長 |

#### 情報公開・個人情報保護室
所掌
財務省組織規則（令和2年6月11日財務省令第47号）第3条に所掌事務が規定されている。
```
（企画調整室、情報公開・個人情報保護室、公文書監理室、広報室、政策評価室、情報管理室及び業務企画室並びに企画調整専門官、国会連絡調整官、広報企画専門官、行政相談官、業務改革・情報化調整官及び業務企画専門官）
第3条 文書課に、企画調整室、情報公開・個人情報保護室、公文書監理室、広報室、政策評価室、情報管理室及び業務企画室並びに企画調整専門官、国会連絡調整官、広報企画専門官、行政相談官、業務改革・情報化調整官及び業務企画専門官それぞれ1人を置く。
4 情報公開・個人情報保護室は、次に掲げる事務（公文書監理室の所掌に属するものを除く。）をつかさどる。
 一　
公文書類
の接受、発送、編集及び保存に関すること。
 二 財務省の保有する
情報の公開
に関すること。
 三 財務省の保有する
個人情報の保護
に関すること。
5 情報公開・個人情報保護室に、室長を置く。
```

#### 公文書監理室
所掌
財務省組織規則（令和2年6月11日財務省令第47号）第3条に所掌事務が規定されている。
```
（企画調整室、情報公開・個人情報保護室、公文書監理室、広報室、政策評価室、情報管理室及び業務企画室並びに企画調整専門官、国会連絡調整官、広報企画専門官、行政相談官、業務改革・情報化調整官及び業務企画専門官）
第3条 文書課に、企画調整室、情報公開・個人情報保護室、公文書監理室、広報室、政策評価室、情報管理室及び業務企画室並びに企画調整専門官、国会連絡調整官、広報企画専門官、行政相談官、業務改革・情報化調整官及び業務企画専門官それぞれ1人を置く。
6 公文書監理室は、財務省の所掌事務に関する
公文書類
の管理並びにこれに関連する
情報の公開
及び
個人情報の保護
の適正な実施の確保に係る重要な事項に関する事務をつかさどる。
7 公文書監理室に、室長を置く。
```

#### 広報室
所掌
財務省組織規則（令和2年6月11日財務省令第47号）第3条に所掌事務が規定されている。
```
（企画調整室、情報公開・個人情報保護室、公文書監理室、広報室、政策評価室、情報管理室及び業務企画室並びに企画調整専門官、国会連絡調整官、広報企画専門官、行政相談官、業務改革・情報化調整官及び業務企画専門官）
第3条 文書課に、企画調整室、情報公開・個人情報保護室、公文書監理室、広報室、政策評価室、情報管理室及び業務企画室並びに企画調整専門官、国会連絡調整官、広報企画専門官、行政相談官、業務改革・情報化調整官及び業務企画専門官それぞれ1人を置く。
8 広報室は、
広報
に関する事務をつかさどる。
9 広報室に、室長を置く。
```

#### 政策評価室
所掌
財務省組織規則（令和2年6月11日財務省令第47号）第3条に所掌事務が規定されている。
```
（企画調整室、情報公開・個人情報保護室、公文書監理室、広報室、政策評価室、情報管理室及び業務企画室並びに企画調整専門官、国会連絡調整官、広報企画専門官、行政相談官、業務改革・情報化調整官及び業務企画専門官）
第3条 文書課に、企画調整室、情報公開・個人情報保護室、公文書監理室、広報室、政策評価室、情報管理室及び業務企画室並びに企画調整専門官、国会連絡調整官、広報企画専門官、行政相談官、業務改革・情報化調整官及び業務企画専門官それぞれ1人を置く。
10 政策評価室は、財務省の所掌事務に関する
政策の評価
に関する事務をつかさどる。
11 政策評価室に、室長を置く。
```

- 情報管理室

#### 業務企画室
所掌
財務省組織規則（令和2年6月11日財務省令第47号）第3条に所掌事務が規定されている。
```
（企画調整室、情報公開・個人情報保護室、公文書監理室、広報室、政策評価室、情報管理室及び業務企画室並びに企画調整専門官、国会連絡調整官、広報企画専門官、行政相談官、業務改革・情報化調整官及び業務企画専門官）
第3条 文書課に、企画調整室、情報公開・個人情報保護室、公文書監理室、広報室、政策評価室、情報管理室及び業務企画室並びに企画調整専門官、国会連絡調整官、広報企画専門官、行政相談官、業務改革・情報化調整官及び業務企画専門官それぞれ1人を置く。
14 業務企画室は、財務省の行政情報化に関する事務の総合調整に関する事務をつかさどる。
15 業務企画室に、室長を置く。
```

- 企画調整専門官
- 国会連絡調整官
- 広報企画専門官

#### 行政相談官
所掌
財務省組織規則（令和3年7月1日財務省令第53号）第3条に所掌事務が規定されている。
```
（企画調整室、情報公開・個人情報保護室、公文書監理室、広報室、政策評価室、情報管理室及び業務企画室並びに企画調整専門官、国会連絡調整官、広報企画専門官、行政相談官、業務改革・情報化調整官及び業務企画専門官）
第3条 文書課に、企画調整室、情報公開・個人情報保護室、公文書監理室、広報室、政策評価室、情報管理室及び業務企画室並びに企画調整専門官、国会連絡調整官、広報企画専門官、行政相談官、業務改革・情報化調整官及び業務企画専門官それぞれ1人を置く。
19 行政相談官は、命を受けて、財務省の所掌事務に関する相談及び苦情に関する事務を処理する。
```

#### 業務改革・情報化調整官
所掌
財務省組織規則（令和3年7月1日財務省令第53号）第3条に所掌事務が規定されている。
```
（企画調整室、情報公開・個人情報保護室、公文書監理室、広報室、政策評価室、情報管理室及び業務企画室並びに企画調整専門官、国会連絡調整官、広報企画専門官、行政相談官、業務改革・情報化調整官及び業務企画専門官）
第3条 文書課に、企画調整室、情報公開・個人情報保護室、公文書監理室、広報室、政策評価室、情報管理室及び業務企画室並びに企画調整専門官、国会連絡調整官、広報企画専門官、行政相談官、業務改革・情報化調整官及び業務企画専門官それぞれ一人を置く。
20 業務改革・情報化調整官は、命を受けて、財務省の情報システムの整備及び管理に関する事務並びに行政情報化に関する事務の総合調整に関する事務のうち業務改革についての企画及び立案並びに調整その他専門的事項を処理する。
```

#### 業務企画専門官
所掌
財務省組織規則（令和3年7月1日財務省令第53号）第3条に所掌事務が規定されている。
```
（企画調整室、情報公開・個人情報保護室、公文書監理室、広報室、政策評価室、情報管理室及び業務企画室並びに企画調整専門官、国会連絡調整官、広報企画専門官、行政相談官、業務改革・情報化調整官及び業務企画専門官）
第3条 文書課に、企画調整室、情報公開・個人情報保護室、公文書監理室、広報室、政策評価室、情報管理室及び業務企画室並びに企画調整専門官、国会連絡調整官、広報企画専門官、行政相談官、業務改革・情報化調整官及び業務企画専門官それぞれ一人を置く。
21 業務企画専門官は、命を受けて、財務省の行政情報化に関する事務の総合調整に関する事務のうち重要事項についての調査及び企画その他専門的事項を処理する。
```

### 会計課
現職
| 氏名     | 出身省庁 | 就任年月日    | 前職                           | 備考                                    |
| -------- | -------- | ------------- | ------------------------------ | --------------------------------------- |
| 田村公一 | 大蔵省   | 2021年10月8日 | 大臣官房審議官（大臣官房担当） | 事務取扱 大臣官房審議官（大臣官房担当） |

歴代
| 氏名     | 出身省庁 | 就任年月日    | 前職 | 後職 | 備考                           |
| -------- | -------- | ------------- | --- | --- | ------------------------------ |
| 中山峰孝 | 大蔵省   | 2013年6月28日 | 名古屋税関長 税関研修所名古屋支所長 | 大臣官房付 |                                |
| 目黒克幸 | 大蔵省   | 2014年7月9日  | 預金保険機構国際統括室長 預金保険機構国際統括室国際機構チーム長                                                                            | 大臣官房付 |                                |
| 中田悟   | 大蔵省   | 2015年7月9日  | 宮内庁長官官房主計課長 | 東北財務局長 財務総合政策研究所東北研修支所長                                                                                                  |                                |
| 源新英明 | 大蔵省   | 2016年6月17日 | 関税局総務課長 | 大臣官房付 内閣官房内閣審議官（内閣官房副長官補付） 内閣官房東京オリンピック競技大会・東京パラリンピック競技大会推進本部事務局企画・推進統括官 |                                |
| 渡邊輝   | 大蔵省   | 2017年7月7日  | 内閣府政策統括官（経済財政運営担当）付参事官（予算編成基本方針担当） 内閣府道州制特区担当室参事官 内閣府地域経済活性化支援機構担当室参事官 | 日本政策金融公庫取締役 |                                |
| 河村直樹 | 大蔵省   | 2018年6月20日 | 大臣官房地方課長 | 大臣官房地方課長 | 大臣官房地方課長               |
| 木村秀美 | 大蔵省   | 2018年7月17日 | 理財局国庫課長 | 国税庁長官官房審議官（酒税担当） | 大臣官房参事官（大臣官房担当） |
| 武田一彦 | 大蔵省   | 2020年7月20日 | 金融庁証券取引等監視委員会事務局総務課長                                                                                                   | 仙台国税局長 |                                |
| 田村公一 | 大蔵省   | 2020年7月20日 | 大臣官房地方課長 財務総合政策研究所 | 国税庁長官官房審議官（酒税等担当） |                                |

- 監査室
  - 上席会計監査官
  - 会計監査官
- 管理室
- 会計調査官
- 契約専門官

### 地方課
財務省の総合出先機関である財務局と本省との連絡調整を担当し、財務局を総合的に監督する立場から、財務局の機構・定員・予算の取りまとめ等を行っている。
所掌
財務省組織令（令和2年3月31日政令第122号）第17条に所掌事務が規定されている。
```
（地方課の所掌事務）
第17条 地方課は、次に掲げる事務をつかさどる。
一 
財務局
及び
沖縄総合事務局
の所掌事務の運営に関する総合的監督に関すること。
二 本省と財務局及び沖縄総合事務局との事務の連絡調整に関すること。
三 財務局及び沖縄総合事務局の行う地方経済に関する調査及び研究、
国有財産
の管理及び処分その他の事務に関する地方の実情を踏まえた観点からの施策の調整に関すること。
四 財務局及び沖縄総合事務局を通じた本省の施策の周知徹底に関すること。
五 財務局の職員の
人事
、
教養
及び
訓練
並びに
福利厚生
に関する事務の調整に関すること。
六 財務局の機構及び定員に関する事務の調整に関すること。
七 財務局の経費の概算の調整及び配賦に関すること。
八 財務局所属の
行政財産
及び物品の管理に関する事務の調整に関すること。
九 
地方財政
及び財務省の所掌に関する地方情勢に関する調査及び研究に関すること。
十 財務省の所掌事務に関する陳情及び請願に関すること。
```

- 業務調整室
  - 業務調整官（18人以内（うち13人は、関係のある他の職を占める者をもって充てられるものとする。））
- 財務調整官
- 地方連携推進官

### 総合政策課
2000年4月1日に「調査企画課」を改組して設置した。国内外の経済動向の調査・分析を行っており、これをもとに、政府の経済見通し等や経済政策の企画・立案に際し、財務省を代表して調整にあたる。また、経済政策の一環をなす金融政策については日本銀行と連絡をとっている。
所掌
財務省組織令（平成31年3月30日政令第132号）第18条に所掌事務が規定されている。
```
（総合政策課の所掌事務）
第18条 総合政策課は、次に掲げる事務をつかさどる。
一 財務省の所掌に関する総合的又は基本的な政策の企画及び立案に関すること。
二 財務省の所掌に関する政策の企画及び立案並びに調査及び研究の調整に関すること。
三 財政経済一般に関する基本的な運営方針に関する企画及び立案に関すること。
四 国の
債務
の管理その他資金の需給及び循環に関する事務の総括に関すること。
五 内外財政経済に関する調査及び研究並びに資料及び情報の収集及び提供に関すること。
六 内外財政経済に関する調査統計に基づく総合的な研究及び分析に関すること。
七 財務省の所掌に関する統計に関する事務の総括に関すること。
八　準備預金制度に関すること。
九　
金融機関
の金利の調整に関すること。
十　
金融審議会
金利調整分科会の庶務に関すること。
十一 法第3条第1項の任務に関連する特定の内閣の重要政策について、当該重要政策に関して閣議において決定された基本的な方針に基づいて、
行政
各部の施策の統一を図るために必要となる企画及び立案並びに総合調整に関すること。
```

現職
| 氏名   | 出身省庁 | 就任年月日    | 前職                              | 備考           |
| ------ | -------- | ------------- | --------------------------------- | -------------- |
| 森田稔 | 大蔵省   | 2021年5月12日 | 主計局法規課長 主計局給与共済課長 | 主計局法規課長 |

歴代
| 氏名     | 出身省庁 | 就任年月日    | 前職                                                    | 後職                                   | 備考                                                                              |
| -------- | -------- | ------------- | ------------------------------------------------------- | -------------------------------------- | --------------------------------------------------------------------------------- |
| 窪田修   | 大蔵省   | 2015年7月7日  | 主計局法規課長                                          | 大臣官房参事官（大臣官房担当）         |                                                                                   |
| 宇波弘貴 | 大蔵省   | 2016年7月27日 | 主計局主計官（厚生労働第一担当）                        | 主計局次長                             | 大臣官房政策金融課長 大臣官房信用機構課長                                         |
| 小宮敦史 | 大蔵省   | 2018年7月27日 | 主計局付                                                | 主税局総務課長 主税局税制第一課長      |                                                                                   |
| 岩元達弘 | 大蔵省   | 2019年7月5日  | 防衛省大臣官房会計課長                                  | 大臣官房付                             | 大臣官房総合政策課企画調整室長 財務総合政策研究所総務研究部財政経済計量分析調整官 |
| 廣光俊昭 | 大蔵省   | 2020年7月22日 | 大臣官房政策金融課長 大臣官房企画調整主幹（企画調整官） | 外務省在アメリカ合衆国日本国大使館公使 |                                                                                   |

#### 政策調整室
所掌
財務省組織規則（令和元年12月27日財務省令第39号）第6条に所掌事務が規定されている。
```
（政策調整室並びに総務調整官、総括調査統計官、調査統計官及び研究分析官）
第6条 総合政策課に、政策調整室並びに総務調整官1人、総括調査統計官1人、調査統計官8人以内及び研究分析官1人を置く。
2 政策調整室は、次に掲げる事務のうち特に重要な個別事項についての調整に関する事務をつかさどる。
 一 財務省の所掌に関する総合的又は基本的な政策の企画及び立案に関すること。
 二 財務省の所掌に関する政策の企画及び立案並びに調査及び研究の調整に関すること。
 三 財政経済一般に関する基本的な運営方針に関する企画及び立案に関すること。
 四 内外財政経済に関する調査及び研究並びに資料及び情報の収集及び提供に関すること。
 五 準備預金制度に関すること。
 六 
金融機関
の金利の調整に関すること。
 七 
金融審議会
金利調整分科会の庶務に関すること。
3 政策調整室に、室長（関係のある他の職を占める者をもって充てられるものとする。）を置く。
```

#### 総務調整官
所掌
財務省組織規則（令和元年12月27日財務省令第39号）第6条に所掌事務が規定されている。
```
（政策調整室並びに総務調整官、総括調査統計官、調査統計官及び研究分析官）
第6条 総合政策課に、政策調整室並びに総務調整官1人、総括調査統計官1人、調査統計官8人以内及び研究分析官1人を置く。
4 総務調整官は、命を受けて、総合政策課の所掌事務のうち重要な事項の調整に関する事務を処理する。
```

#### 総括調査統計官
所掌
財務省組織規則（令和元年12月27日財務省令第39号）第6条に所掌事務が規定されている。
```
（政策調整室並びに総務調整官、総括調査統計官、調査統計官及び研究分析官）
第6条 総合政策課に、政策調整室並びに総務調整官1人、総括調査統計官1人、調査統計官8人以内及び研究分析官1人を置く。
5 総括調査統計官は、命を受けて、次に掲げる事務を処理し、及び調査統計官の行う事務を総括する。
 一 内外財政経済に関する調査及び研究並びに資料及び情報の収集及び提供に関すること。
 二 財務省の所掌に関する統計に関する事務の総括に関すること。
```

#### 調査統計官
所掌
財務省組織規則（令和元年12月27日財務省令第39号）第6条に所掌事務が規定されている。
```
（政策調整室並びに総務調整官、総括調査統計官、調査統計官及び研究分析官）
第6条 総合政策課に、政策調整室並びに総務調整官1人、総括調査統計官1人、調査統計官8人以内及び研究分析官1人を置く。
6 調査統計官は、命を受けて、前項各号に掲げる事務を処理する。
```

#### 研究分析官
所掌
財務省組織規則（令和元年12月27日財務省令第39号）第6条に所掌事務が規定されている。
```
（政策調整室並びに総務調整官、総括調査統計官、調査統計官及び研究分析官）
第6条 総合政策課に、政策調整室並びに総務調整官1人、総括調査統計官1人、調査統計官8人以内及び研究分析官1人を置く。
7 研究分析官は、命を受けて、内外財政経済に関する調査統計に基づく総合的な研究及び分析に関する事務を処理する。
```

### 政策金融課
金融を通じて政策課題を達成する政策金融の企画・立案や、それを実際に遂行する政府系金融機関（日本政策投資銀行や日本政策金融公庫など）の監督等を行っている。
- 主任公庫等実地監査官
- 公庫等実地監査官

### 信用機構課
「健全な財政の確保、国庫の適正な管理、通貨に対する信頼の維持及び外国為替の安定の確保の任務を遂行する観点から行う金融破綻処理制度及び金融危機管理に関する企画及び立案に関すること。（財務省設置法第４条第１項55号、財務省組織令第3条38号及び第20条第1号）」等の事務を担っている。また、以前､政策金融課が所管していた地震再保険(地震保険)に関する事務も所管している。
所掌
財務省組織令（令和2年3月31日政令第122号）第20条に所掌事務が規定されている。
```
（信用機構課の所掌事務）
第20条 信用機構課は、次に掲げる事務をつかさどる。
一 
金融
破綻処理制度及び
金融危機
管理
に関する企画及び立案に関すること。
二 
預金保険機構
及び
農水産業協同組合貯金保険機構
の業務及び組織の適正な運営の確保に関すること。
三 保険契約者保護機構の業務及び組織の適正な運営の確保に関すること。
四 投資者保護基金の業務及び組織の適正な運営の確保に関すること。
五 
日本銀行
の業務の適正な運営の確保に関すること（金融破綻処理制度及び金融危機管理に関するものに限る。）。
六 
地震再保険
事業に関すること。
七 地震再保険特別会計の経理に関すること。
八 財務省の所掌に関する
国際機関
、外国の
行政機関
及び国際会議に関する事務のうち、金融破綻処理制度及び金融危機管理に関するものに関すること。
九 
金融危機対応会議
の庶務に関すること。
十 
金融審議会
の庶務（金利調整分科会に係るものを除く。）に関すること。
十一 
金融庁
との事務の連絡調整に関すること。
十二 財務省の所掌に関する統計の作成及び分析並びに資料及び情報の収集に関する事務のうち、金融破綻処理制度及び金融危機管理に関するものに関すること。
十三 金融破綻処理制度及び金融危機管理に関し、
法令
に基づき財務省に属させられた事務に関すること。
```

#### 機構業務室
所掌
財務省組織規則（令和2年6月11日財務省令第47号）第8条に所掌事務が規定されている。
```
（機構業務室並びに地震保険計理官及び地震保険監査官）
第8条 信用機構課に、機構業務室並びに地震保険計理官1人及び地震保険監査官3人以内を置く。
2 機構業務室は、次に掲げる事務をつかさどる。
 一 
預金保険機構
及び
農水産業協同組合貯金保険機構
の業務及び組織の適正な運営の確保に関すること。
 二 保険契約者保護機構の業務及び組織の適正な運営の確保に関すること。
 三 投資者保護基金の業務及び組織の適正な運営の確保に関すること。
 四 
金融
破綻処理制度及び
金融危機
管理
に関し、
法令
に基づき財務省に属させられた事務のうち加入者保護信託に関する法律（
社債、株式等の振替に関する法律
（平成13年法律第75号）第2条第11項に規定する加入者保護信託をいう。）の適正な運営の確保に関すること。
3 機構業務室に、室長を置く
```

- 地震保険計理官
- 地震保険監査官